# Övre Galvattssjön
Övre Galvattssjön är en sjö i Bergs kommun och Ånge kommun i Jämtland och ingår i Ljungans huvudavrinningsområde. Sjön har en area på 0,405 kvadratkilometer och ligger 306 meter över havet. Sjön avvattnas av vattendraget Galvattsån (Örasjöån).

## Delavrinningsområde
Övre Galvattssjön ingår i det delavrinningsområde (693456-144999) som SMHI kallar för Utloppet av Övre Galvattssjön. Medelhöjden är 372 meter över havet och ytan är 5,61 kvadratkilometer. Räknas de 4 avrinningsområdena uppströms in blir den ackumulerade arean 57,37 kvadratkilometer. Galvattsån (Örasjöån) som avvattnar avrinningsområdet har biflödesordning 2, vilket innebär att vattnet flödar genom totalt 2 vattendrag innan det når havet efter 177 kilometer. Avrinningsområdet består mestadels av skog (78 procent). Avrinningsområdet har 0,4 kvadratkilometer vattenytor vilket ger det en sjöprocent på 7,2 procent.